# Emondsveld
Emondsveld is een fictief dorpje uit de boekencyclus Het Rad des Tijds van de Amerikaanse schrijver Robert Jordan. Het is het geboortedorp van de protagonisten Rhand Altor, Perijn Aybara, Mart Cauton, Egwene Alveren en Nynaeve Almaeren.
Het vredige dorpje Emondsveld ligt gelegen in Tweewater, het westelijke deel van het koninkrijk Andor. Tweewater is het centrum van schapenfokkerij en tabakteelt. De inwoners ervan zijn er echter niet van bewust dat zij deel uitmaken van een Koninkrijk, omdat er al generaties lang geen koninginnegarde of belastinghalers meer zijn geweest.
Emondsveld ontleent haar naam aan het veld waar de legendarische Koning Aemon van het onverzettelijke en machtige rijk Manetheren stand hield tegen de legers van de Duistere. Maar ook dit verleden zijn de huidige inwoners van de streek vergeten.
Locaties: Baerlon · Caemlin · Emondsveld · Mistbergen · Shadar Logoth · Tweewater · Vierkoningen · Wittebrug